# Тит Нуміцій Пріск
Тит Нуміцій Пріск (лат. Titus Numicius Priscus; ? — після 469 до н. е.) — політичний, державний і військовий діяч часів ранньої Римської республіки.

## Життєпис
Походив з впливового плебейського роду Нуміціїв. Про молоді роки немає відомостей. 
У 469 році до н. е. його було обрано консулом разом з Авлом Віргінієм Трікостом Целіомонтаном. За дорученням сенату діяв проти вольсків, спустошив околиці їхньої столиці, а також захопив порт Ценон. По поверненні відбив атаку сабінянів, спустошив разом з колегою їхні землі. Про подальшу долю його нічого невідомо.